# Achrysocharoides carpini
Achrysocharoides carpini är en stekelart som beskrevs av William Alanson Bryan 1980. Achrysocharoides carpini ingår i släktet Achrysocharoides och familjen finglanssteklar. Inga underarter finns listade i Catalogue of Life.